# イズハハコ
イズハハコ （伊豆母子、Eschenbachia japonica ）は小柄なキク科の草本。全体に毛が多い。

## 特徴
一年生あるいは越年生の草本。植物体全体に灰白色の軟毛が一面に生える。草丈は25-55cm、基部には葉がロゼット状に集まり、茎の途中からもまばらに葉が出る。基部の葉は長楕円形で長さ5-13cm、先端は丸く、鈍い鋸歯があり、基部は翼のある葉柄となる。中程から出る葉は倒披針状長楕円形で長さ5-10cm、先端は尖らず、基部は茎を抱く。
花は4-6月に咲く。頭花は茎の先端に集まって生じ、総苞長さ5.5mm。頭花の外周には雌花が複数列並ぶが、花冠が舌状に発達せず、ごく細くて短いので目立たない。両性花はあるが数が少ない。痩果は扁平で長さ1mm、冠毛は長さ4.5mm、汚れた白か赤褐色で綿毛のように見える。

### 和名について
和名は伊豆半島の海岸に多いことによる。牧野は見出しにワタナを使い、別名としてヤマジオウギク、イズホオコを示している。またワタナの意味については花後に冠毛が集まる様を取って綿菜とする説と、「わた」が古語で海を意味することから海岸に多いことを指すとの2説を挙げている。なおホオコはハハコグサの異名である。

## 分布と生育環境
日本では関東以西の本州から四国、九州、琉球列島に分布。国外では中国からマレーシア、インド、アフガニスタンに分布する。
海岸に近い山麓など日当たりのよいところに生える。沖縄では日当たりのよい山裾の路傍や林縁近くの原野に生えるとあり、海にはこだわらないようである。

## 分類
本種は長らくConyza japonica として知られてきた。ここではYListに従っておく。同属の種には日本には以下の2種がある。
- キクバイズハハコ E. aegyptiaca ： 絶滅危惧IA類 (CR)（環境省レッドリスト）
- ネバリイズハハコ E. leucantha ： 絶滅危惧IB類 (EN)（環境省レッドリスト）

これら2種はいずれももう少し大きい植物で、花はバラバラにつく。国内では先島諸島にのみ分布がある。

## 保全状況評価
- 絶滅危惧II類 (VU)（環境省レッドリスト）

本種は環境省では絶滅危惧II類としている。都道府県別ではあちこちで指定があるが、特に群馬県、東京都、千葉県、福岡県、佐賀県、熊本県で絶滅危惧I類に指定されており、神奈川県、長野県、兵庫県では野生絶滅とされている。減少の原因としては道路開発などによる生育環境の破壊が挙げられている。鑑賞価値はないので、採集圧はないと思われる。